# Kang Young-mi
Det här är en artikel om en person med koreanskt personnamn; Kang är familjenamnet.
Kang Young-mi (koreanska: 강영미), född 1 mars 1985, är en sydkoreansk fäktare som tävlar i värja.

## Karriär
Vid världsmästerskapen i fäktning 2023 i Milano tog Kang brons tillsammans med Choi In-jeong, Lee Hye-in och Song Se-ra i lagtävlingen i värja.